# Ranking FIFA Feminino da CONCACAF
O Ranking FIFA Feminino da CONCACAF é um sistema que classifica as seleções nacionais femininas filiadas à Confederação de Futebol da América do Norte, Central e Caribe (CONCACAF), de acordo com suas respectivas classificações no Ranking Feminino Mundial da FIFA.

## Primeiro Ranking
O primeiro ranking feminino da FIFA foi divulgado em 16 de julho de 2003 e a primeira seleção a liderar o ranking FIFA feminino da CONCACAF foi a Seleção de Futebol Feminino dos Estados Unidos.
Estas foram as 10 primeiras colocações do primeiro ranking feminino da CONCACAF elaborado pela FIFA:
| Posição | Posição Regional | Seleção           | Pontos |
| ------- | ---------------- | ----------------- | ------ |
| 1º      | 1º               | Estados Unidos    | 2170   |
| 12º     | 2º               | Canadá            | 1867   |
| 31º     | 3º               | México            | 1671   |
| 40º     | 4º               | Trinidad e Tobago | 1595   |
| 45º     | 5º               | Costa Rica        | 1550   |
| 53º     | 6º               | Haiti             | 1458   |
| 63º     | 7º               | Panamá            | 1368   |
| 70º     | 8º               | Jamaica           | 1305   |
| 72º     | 9º               | Guatemala         | 1290   |
| 81º     | 10º              | Suriname          | 1200   |

## Ranking
Atualizado em 12 de junho de 2025.
| Posição | Posição Regional | Seleção           | Pontos  |
| ------- | ---------------- | ----------------- | ------- |
| 1º      | 1º               | Estados Unidos    | 2057,19 |
| 8º      | 2º               | Canadá            | 1974,46 |
| 29º     | 3º               | México            | 1684,85 |
| 40º     | 4º               | Jamaica           | 1544,37 |
| 43º     | 5º               | Costa Rica        | 1526.85 |
| 50º     | 6º               | Haiti             | 1498,43 |
| 56º     | 7º               | Panamá            | 1438,93 |
| 76º     | 8º               | Trinidad e Tobago | 1294.31 |
| 79º     | 9º               | Porto Rico        | 1287,75 |
| 83º     | 10º              | Guatemala         | 1263,58 |

## Equipe Feminina do ano da CONCACAF
Equipe do ano é o título concedido a seleção feminina norte-americana ou centro-americana que fecha o ano na primeira colocação do ranking regional, por vezes obtendo esse mesmo desempenho ao longo do período. A tabela abaixo relaciona as três primeiras posições de fechamento em cada ano.
| Ano  | Primeiro       | Segundo | Terceiro |
| ---- | -------------- | ------- | -------- |
| 2003 | Estados Unidos | Canadá  | México   |
| 2004 | Estados Unidos | Canadá  | México   |
| 2005 | Estados Unidos | Canadá  | México   |
| 2006 | Estados Unidos | Canadá  | México   |
| 2007 | Estados Unidos | Canadá  | México   |
| 2008 | Estados Unidos | Canadá  | México   |
| 2009 | Estados Unidos | Canadá  | México   |
| 2010 | Estados Unidos | Canadá  | México   |
| 2011 | Estados Unidos | Canadá  | México   |
| 2012 | Estados Unidos | Canadá  | México   |
| 2013 | Estados Unidos | Canadá  | México   |
| 2014 | Estados Unidos | Canadá  | México   |
| 2015 | Estados Unidos | Canadá  | México   |
| 2016 | Estados Unidos | Canadá  | México   |
| 2017 | Estados Unidos | Canadá  | México   |
| 2018 | Estados Unidos | Canadá  | México   |
| 2019 | Estados Unidos | Canadá  | México   |
| 2020 | Estados Unidos | Canadá  | México   |
| 2021 | Estados Unidos | Canadá  | México   |
| 2022 | Estados Unidos | Canadá  | México   |
| 2023 | Estados Unidos | Canadá  | México   |
| 2024 | Estados Unidos | Canadá  | México   |

### Desempenho por país
| Seleção        | Primeiro | Segundo | Terceiro |
| -------------- | --- | --- | --- |
| Estados Unidos | 22 (2003, 2004, 2005, 2006, 2007, 2008, 2009, 2010, 2011, 2012, 2013, 2014, 2015, 2016, 2017, 2018, 2019, 2020, 2021, 2022, 2023 e 2024) | 0 | 0 |
| Canadá         | 0 | 22 (2003, 2004, 2005, 2006, 2007, 2008, 2009, 2010, 2011, 2012, 2013, 2014, 2015, 2016, 2017, 2018, 2019, 2020, 2021, 2022, 2023 e 2024) | 0 |
| México         | 0 | 0 | 22 (2003, 2004, 2005, 2006, 2007, 2008, 2009, 2010, 2011, 2012, 2013, 2014, 2015, 2016, 2017, 2018, 2019, 2020, 2021, 2022, 2023 e 2024) |